# Olešná (Rakovník)
Olešná é uma comuna checa localizada na região da Boêmia Central, distrito de Rakovník.